# Constructiegrammatica
Constructiegrammatica is de verzamelnaam voor een aantal verschillende sociobiologische grammaticamodellen die gemeenschappelijk hebben dat ze grammaticale constructies - ofwel de relatie tussen vorm en betekenis - als de primaire basis voor de grammatica beschouwen, in plaats van de traditionele syntactische eenheden zoals constituenten. In de grammatica van een taal worden dergelijke grammaticaconstructies taxonomisch geordend. Constructies komen overeen met replicators of memes in memetica.
De term 'constructie' vervangt een aantal begrippen uit de taalkunde, waaronder woorden (aardvarken, avocado), morfemen (anti-, -ing), vaste uitdrukkingen (in grote lijnen, iets onder de knie hebben), en abstracte grammaticale regels zoals de passieve zin (de kat werd aangereden door een auto) of ditransitief enzovoort. Elk taalpatroon wordt beschouwd als een constructie zolang een bepaald aspect van de vorm of de betekenis ervan niet kan worden voorspeld uit de samenstellende delen of uit andere constructies waarvan wordt erkend dat ze bestaan. In de constructiegrammatica wordt elke uiting opgevat als een combinatie van meerdere verschillende constructies, die samen de precieze betekenis en vorm specificeren.
Voorstanders van constructiegrammatica stellen dat taal en cultuur niet door mensen zijn ontworpen, maar dat ze 'emergent' zijn of automatisch worden geconstrueerd in een proces dat wordt vergeleken met natuurlijke selectie van soorten; of de vorming van natuurlijke constructies zoals nesten gemaakt door sociale insecten. Constructiegrammatica wordt geassocieerd met concepten uit de cognitieve taalkunde die op verschillende manieren willen onderbouwen waarom menselijk rationeel en creatief gedrag automatisch is en niet gepland.

## Geschiedenis
De constructiegrammatica bevat enkele ideeën die oorspronkelijk deel uitmaakten van de generatieve semantiek, bijvoorbeeld met betrekking tot "transderivationaliteit" en het idee dat grammatica aan constraints onderhevig is. In de jaren 80 van de 20e eeuw werd de constructiegrammatica als aparte discipline ontwikkeld. Het doel was bepaalde problemen waar de generatieve grammatica geen antwoord op had het hoofd te bieden.

## Beschrijving
In de constructiegrammatica wordt niet uitgegaan van het idee dat grammatica bestaat uit de traditionele componentiële modellen zoals syntaxis, fonologie, semantiek en lexicon. In plaats daarvan worden  - net als in het algemeen in de semiotiek - grammaticale constructies, dat wil zeggen vaste combinaties van een vorm en betekenis/functie, als de voornaamste bouwstenen van de grammatica gezien. De constructies zelf  bestaan behalve uit "gewone" syntactische categorieën ook uit fonologische eenheden zoals fonemen en uit prosodische eenheden zoals intonatie en klemtoon. Omdat bijvoorbeeld syntaxis en lexicon op deze manier geen gescheiden modules meer vormen is door de constructiegrammatica het volgende continuüm voorgesteld (met uitsluiting van de onderhavige begrippen):
- Syntaxis < Subcategorisatieframe < Syntactische categorie < Woord/Lexicon

Op deze manier zijn dus niet alleen woorden (lexemen) grammaticale constructies, maar ook zinsdelen en zelfs morfemen. Ook argumentstructuur speelt in dit verband een belangrijke rol: constructies op zinsniveau worden verondersteld exact dezelfde opbouw te hebben als woorden.
Tussen vorm en betekenis is door Ronald Langacker een symbolische relatie voorgesteld. Dit komt er concreet op neer dat de relatie vorm/betekenis willekeurig is (onomatopeeën vormen hierop de uitzondering).

## Kritiek
Esa Itkonen, die humanistische taalwetenschap verdedigt en zich verzet tegen Darwiniaanse taalkunde, stelt de originaliteit van het werk van Adele Goldberg, Michael Tomasello, Gilles Fauconnier, William Croft en George Lakoff ter discussie. Volgens Itkonen hebben constructiegrammatici zich oude ideeën in de taalkunde toegeëigend en slechts enkele valse beweringen toegevoegd. Zo komen constructietype en conceptuele vermenging overeen met respectievelijk analogie en 'blend' in de werken van William Dwight Whitney, Leonard Bloomfield, Charles Hockett en anderen.
Aan de andere kant werd de bewering van constructiegrammatici dat hun onderzoek een voortzetting is van de Saussurean-taalkunde als misleidend beschouwd. De Duitse taalfilosoof Elisabeth Leiss beschouwt de constructiegrammatica als regressie en verbindt deze met het 19e-eeuwse sociaal darwinisme van August Schleicher.